# Peiròlas
Peiròlas (en occità; en francès es diu Peyrolles) és una vila de la regió d'Occitània, departament de l'Aude, districte de Limós, cantó de Coisan, situada a 358 metres d'altura sobre el nivell del mar, que té uns 60 habitants. El terme té unes 1500 hectàrees. Com a llocs destacats cal esmentar la Pedra Dreta (una pedra que és gairebé un monument fàl·lic) i el sender de les terres roges.
El poble s'esmenta el segle IX com Petrolas, i més tard com Peyrolis, Peirola, Peirols, Pairolles, i altres variants. El 1781 pren la forma francesa Peyroles o Peyrolles.